# Igarapé Guaraí
 Coordenadas : minutos ou segundos > 60
O igarapé Guaraí é um igarapé que banha o estado do Pará, no Brasil.

## Etimologia
"Guaraí" deriva do tupi antigo gûará 'y, que significa "rio dos guarás", a partir da junção de gûará (guará) e 'y (rio).